# 中村天平
天平（てんぺい、TEMPEI、1980年7月19日 - ）は、日本の作曲家/ピアニスト。本名、中村天平。
ニューヨーク/東京在住で、ヨーロッパ・ツアーを毎年行い、世界を股にかけて活動。独自のプロジェクトとして、東北の被災地にピアノを送り、自身もボランティアコンサートに行くProject Rising Sunや、世界遺産である紀伊半島の田舎や山奥にて秘境コンサートツアーを定期的に行なう。
2008年、EMIミュージック・ジャパンよりメジャー・デビューした。

## 経歴
- 1980年7月19日 三重県名張市に生まれ、その後神戸に移住。
- 1985年ごろ 兄と姉が音楽教室に通っていた影響で5歳よりピアノを習い始める。
- 1993年-2000年ごろ 中学生になり完全にピアノから離れる。中学2年の時に阪神・淡路大震災に遭い自宅が全壊、大阪府堺市に転居。ケンカに明け暮れ高校を半年で停学になり中退、一人暮らしを始める。解体業などをしていたが、音楽の道を志し音楽専門学校を経て大阪芸術大学に進学。ハンガリー出身のピアニスト、ジョルジュ・シフラの影響を受ける。
- 2004年  大阪芸術大学芸術学部演奏学科ピアノコースを首席卒業。7月 自主制作CD 「Tempei」をリリース。
- 2006年11月 「幻想曲」で「東芝EMI “音楽で生きていく!” オーディション」 優秀作品賞受賞。
- 2007年8月 テレビ朝日系「題名のない音楽会21」出演。東京オペラシティにてピアノリサイタル「echoes of summer」実施。
- 2008年4月 白寿ホールにてデビュー・リサイタル実施。6月18日 メジャー・デビュー・アルバム 「TEMPEIZM」リリース。表参道ヒルズでオープンコンサート。8月 東京JAZZ CIRCUIT 2008@原宿 出演。8月下旬-12月 デビューツアー「TEMPEIZM 天平 CONCERT TOUR2008」開催。東京サントリーホール（8/29）他、福岡（9/3）、足利（9/6）、兵庫（9/9）、高松（9/14）、三重（12/17）、大阪（12/20）、東京（12/26）全国8公演（追加公演含む）を実施。11月 チャリティーイベント「African JAG Presents ―世界のストリートが手を繋いだら―」出演。
- 2009年11月14日 大阪ザ・フェニックスホールでコンサート。
- 2010年3月27日 ワシントンCherry Blossom Festival Opening Ceremony出演。3月30日 ワシントンケネディセンターでコンサート。4月6日 ハーバード大学 Lowell Hallでコンサート。7月2日 EMI Londonのロビーでコンサート。9月2-3日 ワルシャワ日本大使館広報文化センターでコンサート。9月8日 パリ日仏文化センターでコンサート。11月12日 東京すみだトリフォニーホール、11月27日 大阪サンケイホールブリーゼでコンサート。12月12日 ニューヨークカーネギー・ホールでコンサート。
- 2011年2月20日 ニューヨーク Merkinコンサートホールでコンサート。3月19日 Seattle Beneroyaホールでコンサート。6月29日 パリMaison de la Culture du Japonでコンサート。8月12日 ドイツ・デュッセルドルフ, Bechsteinホールでコンサート。
- 2012年3月24日 大阪ザ・フェニックスホール、3月29日 東京オペラシティ・リサイタルホールでコンサート。9月7日 アメリカ、ロサンゼルス、ユニオンチャーチで被災地チャリティーコンサート。9月23日 オランダ、アムステルダム、コンセルトヘボウで被災地チャリティーコンサート。10月19日 ドイツ、ベルリン、ベルリン日独センターでコンサート。10月23日 ウクライナ、キエフ、Kiev Conservatory, Tchaikovsky hallでコンサート。10月25日 イタリア、ミラノ、ボッコーニ大学でコンサート。12月23日 金沢21世紀美術館シアター21でコンサート。
- 2013年3月15日 フランス、Lille University3, Ouverture du Festival出演。4月12日 アメリカ、ニュージャージー、World of wings出演。6月16日 大阪あべのハルカステーマ曲記念コンサート。7月19日 フランス、パリCité Internationale des Arts, Auditorium, バースデープライベートコンサート開催。9月6日 ニューヨークWMP CONCERT HALLで「Tempei Salon Concert in NYC Vol.1」開催。9月14日 岐阜, サラマンカホールでコンサート。10月6日 大阪 南港ATCサンセットホール、10月23日 東京文化会館小ホール, 天平ピアノコンサート「作曲家天平の音物語」出演。
- 2014年1月 南青山ネオ・レジスタンス・カルテット出演。12月 三重県立熊野古道センター「熊野古道」のテーマ曲発表コンサート出演。
- 2015年7月 大阪住友生命いずみホールでコンサート。キエフBig Concert Recording Studio出演。11月 セビリア・フラメンケリア、スロバキア・Dvorana Hall、リスボン・Museu do Oriente、パリ・Espace Hattori、ルクセンブルク・プロテスタント教会、アムステルダム・コンセルトへボウ、ミンスク・ベラルーシ芸術大学、ヴィーツェプスク・フィルハーモニックホール、ウクライナ・キエフ音楽院でコンサート。
- 2016年3月 名古屋・セントレアホール、4月 神戸新聞松方ホールでコンサート。7月 第5回紀伊半島秘境コンサートツアー開催、東京きゅりあん・ネオ・レジスタンス・カルテット参加、8月 フランス・Church in Aubrac出演。10月 ケルン・Tenri Cultural Institute、パリ・日本文化会館、ブリュッセル・JICC、フェンロ・Domani、ゼーウォルデ・De Verbeeldingでコンサート。11月 キエフ・カリビアンクラブ&DIM MK、ハリコフ・フィルハーモニックホール、ミンスク・ベラルシアンState Academy of Music、グロドノ・Grodno State Musical College、ドニプロ・スプートニク、11月 熊本・復興支援コンサートツアーにそれぞれ出演。
- 2017年1月 大阪・LICはびきの、2月 長野・信州国際音楽村、3月 モントリオール音楽学校・ニューヨークDROM、5月 大阪・サンケイブリーゼにてコンサート。

## ディスコグラフィ
1stアルバム 「TEMPEIZM」
1. フレイム
2. 一期一会
3. エチュード
4. 幻想曲
5. コンソレーション ★ニッポン放送「上柳昌彦のお早うGoodDay!」テーマ曲
6. 龍の涙
7. 鬼神の円舞
8. 君がくれたもの ★ニッポン放送「上柳昌彦のお早うGoodDay!」テーマ曲
9. ディスペア
10. Area51 組曲 【夏の記憶】
11. プロローグ
12. 空を駆ける
13. 渓谷
14. 神社
15. Aki

2ndアルバム 「翼」
1. Like a Bird
2. 処女航海
3. The Desolate Subway
4. ホライゾン
5. 雪のリズム
6. エチュード2番「音の翼」
7. The Rose
8. リスの口づけ
9. Supernova
10. 二人の朝陽
11. （ボーナス・トラック）Ameno〜Piano Style 500〜

3rdアルバム 「火の鳥Vol.1」
1. 火の鳥
2. History of Warsaw
3. ウクライナ幻想曲
4. 夜行列車
5. End of Journey
6. Requiem
7. Rising Sun
8. Rising Sun(Piano solo version)
9. 奇跡の法則
10. 幻想曲
11. 一期一会
12. フレイム

※コンピレーション・アルバム「クラシカル・ナウ2009」に楽曲『フレイム』収録。
4thアルバム「Vortex」
1. Spiritual Road 神宿る道　三重県熊野古道世界遺産登録テーマ曲
2. Angel’s Embrace 天使の抱擁
3. Glorious Fanfare 栄光へのファンファーレ　朝日放送『東京タイマー2020』テーマ曲
4. Prologue プロローグ
5. Vortex
6. Waltz Of Bologna
7. Blazing Petals 炎の華
8. Improvisation “Rest” 20151028
9. The Keys
10. Dragon’s Tear 龍の涙
11. Violin Etude No.1
12. Violin Etude No.2
13. In the Twilight 黄昏時に　あべのハルカス近鉄本店閉店テーマ曲
14. Celestial Overture 天空序曲　あべのハルカス近鉄本店開店テーマ曲

ネオ・レジスタンス・カルテット1stアルバム「NEO」
1. The Daybreak 革命の夜明け
2. Maelstrom of Berlin 激動のベルリン
3. Rocky Medley
4. Love Letter from the Battlefield 戦場からの恋文
5. Carrying you 君をのせて
6. The Gate
7. Marianne
8. Waltz of Bologna
9. Neo Resistance
10. Black or White/Smooth Criminal

5thアルバム「Visions」
組曲【クロード・モネと私】/ Suite ”Claude Monet & I”
1. モネとカミーユ / Monet & Camille
2. オランジュリーの睡蓮に囲まれて / Surrounded by Water lilies of Orangerie
3. Love Story in Montmartre
4. 印象・日の出 / Impression・Sunrise
5. 水面に広がる波紋 / Ripples on the Water
6. ジヴェルニーの追憶 / Reminiscence of Giverny
7. 愛の終焉 / Love’s Demise
8. 日傘の女 / Woman with a Parasol
9. オルレアンの奇跡 / Orléans' Miracle
10. 麗しき故郷 / Beautiful Hometown
11. 横浜の雪景色 / Yokohama Snowscape
12. 兵庫の水景色 / Water View of Hyogo
13. 革命のエチュード / Revolutionary Etude
14. 戦場からの恋文 / Love Letter from the Battle Field
15. 天国への子守唄 / Lullaby to the Heavens
16. 4手の為の“火の鳥” / “Phoenix" for four hands

6thアルバム「RISING SOUL」
組曲「RISING SOUL」
1. OMEN of Pandemic / パンデミックの予兆
2. Gloomy Lockdown Days / 憂鬱な自粛生活
3. LOVE ~for COVID-19 Fighters~
4. Isolation / 孤独
5. Music Saved My Soul / 音楽に救われた魂
6. Rise Up
7. 528Hz Beacon Fire / 528Hzの篝火
8. RISING SOUL
9. I’m Sorry
10. SunDream / 太陽と夢

## 出演番組

### テレビ
- 2007年8月12日 テレビ朝日系「題名のない音楽会21」
- 2008年
  - 4月 日本テレビ系「ズームイン!!SUPER」
  - 5月30日 フジテレビ系「FNNスピーク」
  - 6月27日 日本テレビ系『おもいッきりイイ!!テレビ』
  - 6月 フジテレビ系「ハピふる!」
  - 9月9日 日本テレビ系「踊る!さんま御殿!!」
  - 12月 NHK津放送局「ほっとイブニングみえ」
  - 12月 BSフジ「AfricanJAG特番」
- 2010年
  - 1月11日 NHK「みんな、20歳だった」
  - 1月29日 フジテレビ系『僕らの音楽』
  - 12月12日 フジサンケイニュースNY 『カーネギーホールの天平ソロリサイタル』 特集。
- 2012年
  - 6月21日 NHKBS『地球テレビ エル・ムンド』
  - 6月30日 NHK大阪放送局「ぐるっと関西おひるまえ」
  - 12月24日 毎日放送主催TV収録『ならピ!』奈良県文化会館 国際ホールでのゲスト演奏
- 2013年6月10日 NHK大阪「NHKニュースおはよう関西」
- 2014年
  - 4月21日 日本テレビ系「明石家さんまの転職DE天職」
  - 7月 BS-TBS「世界人」
- 2016年
  - 3月14日 テレビ東京系「わたしはワケあり成功者〜ドン底からの逆転学〜」
  - 6月フジテレビ系「1Ｈセンス」
  - 10月フランスのTV局Nolife『101%』
  - 11月ウクライナのTV局TCH『1+1』と『Byuro』
  - 11月ベラルーシのTV『Grodno Plus』
- 2017年1月ウクライナのTV局『UATV』長編ドキュメンタリー

### ラジオ
- 2008年
  - 6月9日・13日 FM愛知 「高嶋ちさ子 Gentle Wind」
  - 6月18日 渋谷FM 「『TEMPEIZM』リリース・スペシャル」
  - 6月21日 FM-FUJI 「COUNTDOWN CONNECTIONS」内「CONNECTION 5」
  - 6月23日 TOKYO-FM 「ディア・フレンズ」
  - 8月4日-8日 ニッポン放送「あなたとハッピー!」（トヨタ ドライビング トーク）
  - 10月 J-WAVE 「CLASSY CAFE」
  - 12月 TOKYO-FM 「クロノス」

## 著書
- エッセイ「ピアニストになると思わなかった。」 ポプラ社、2009年11月、ISBN 978-4-591-11252-6